# ナボニドゥスの円筒形碑文
ナボニドゥスの円筒形碑文（Cylinders of Nabonidus）には、バビロニアの王ナボニドゥス（治世紀元前556 - 539年）の楔形文字碑文が記されている。碑文は円筒形の粘土に記載されている。これらはシッパル出土のものや、ウル出土のもの、合わせて4つの円筒形碑文がある。

## 概要
シッパル出土のナボニドゥスの円筒形碑文には、ナボニドゥスの長文が記されている。彼がどのようにして３つの神殿、すなわちハランの月神シンの神殿、シッパルの戦いの女神アヌニトゥの神殿、そしてシッパルのシャマシュの神殿を修復したかについて、である。
ウル出土のナボニドゥスの円筒形碑文はエ・ルガル・ガルガ・シサ（E-lugal-galga-sisaの暫定訳）と呼ばれるジッグラトの基礎的記述を含んでいる。それは、ウルの月神シンの神殿に属する文書でもある。ナボニドゥスは文書の中で、いかにして彼が神像を修復したかについて描写する。それはもしかしたら王の最後の碑文かもしれない。紀元前540年のものと推定される。記載されている文章は興味深い。なぜなら月神シン、マルドゥク神、ナブー神が混じり合う宗教混淆が見られるからである。
ウル出土のナボニドゥスの円筒形碑文はまた、聖書のダニエル書に登場するベルシャザルという息子に言及することでも注目に値する。
私ナボニドゥス、バビロンの王について、その神性に対する罪から我を救い給いますように。私に永きにわたる人生を贈り物として授け給いますように。そしてベルシャザル、私の一番上の息子については、あなたの偉大な神性への畏敬の念を彼の心に注ぎ給いますように。そして彼が宗教的な過ちを犯しませんように。彼が豊かな人生で満たされますように。

## 発掘
1854年にジョン・ジョージ・テイラーがウルのジッグラトの基礎部分で楔形文字が刻まれた４つの円筒形碑文を発見した。これらはナボニドゥスによって設置されたものである。４つの碑文は、どうやらどれも同じ碑文が記載されているようだった。

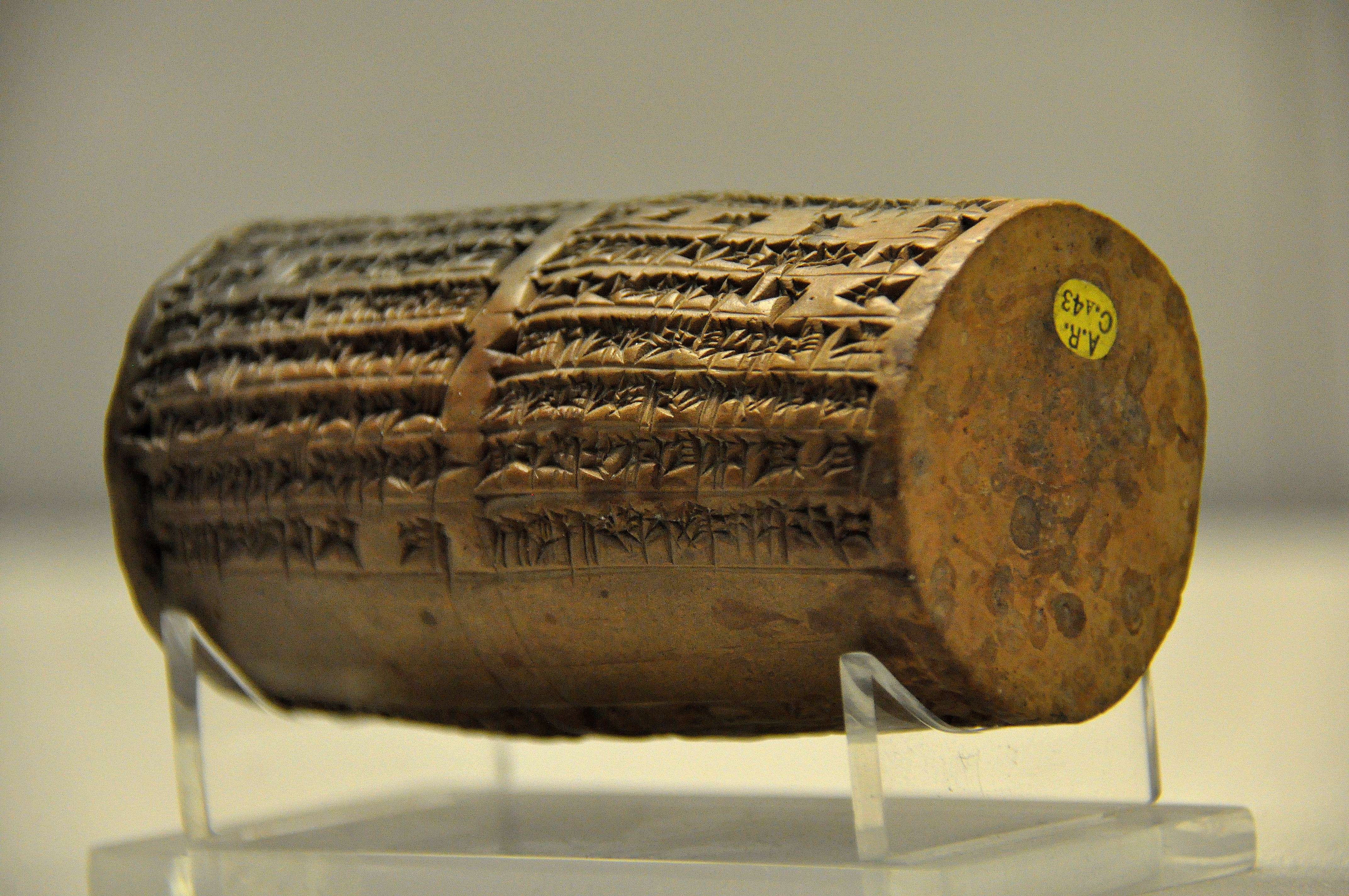
ウル（月神シンの神殿）出土のナボニドゥスの円筒形碑文。大英博物館

1881年に古代アッシリア学者のホルムズ・ラッサムがバビロニアのシッパル（現在はアブ・ハッバ遺跡と呼ばれる）で重要な発見をした。彼はそこで太陽の神殿を発見したのだ。彼はそこでナボニドゥスの円筒形碑文も発見した。この円筒形碑文は王宮部分で発掘された。今はベルリンのペルガモン博物館にある。また、その複製がロンドンの大英博物館にある。文書はナボニドゥスが彼の治世第13年にアラビアから戻ってから書かれたものである。だが、書かれた時期はペルシア王キュロス大王との戦争が勃発する前であろう。文書の中でキュロスは「神の道具」として言及されている。

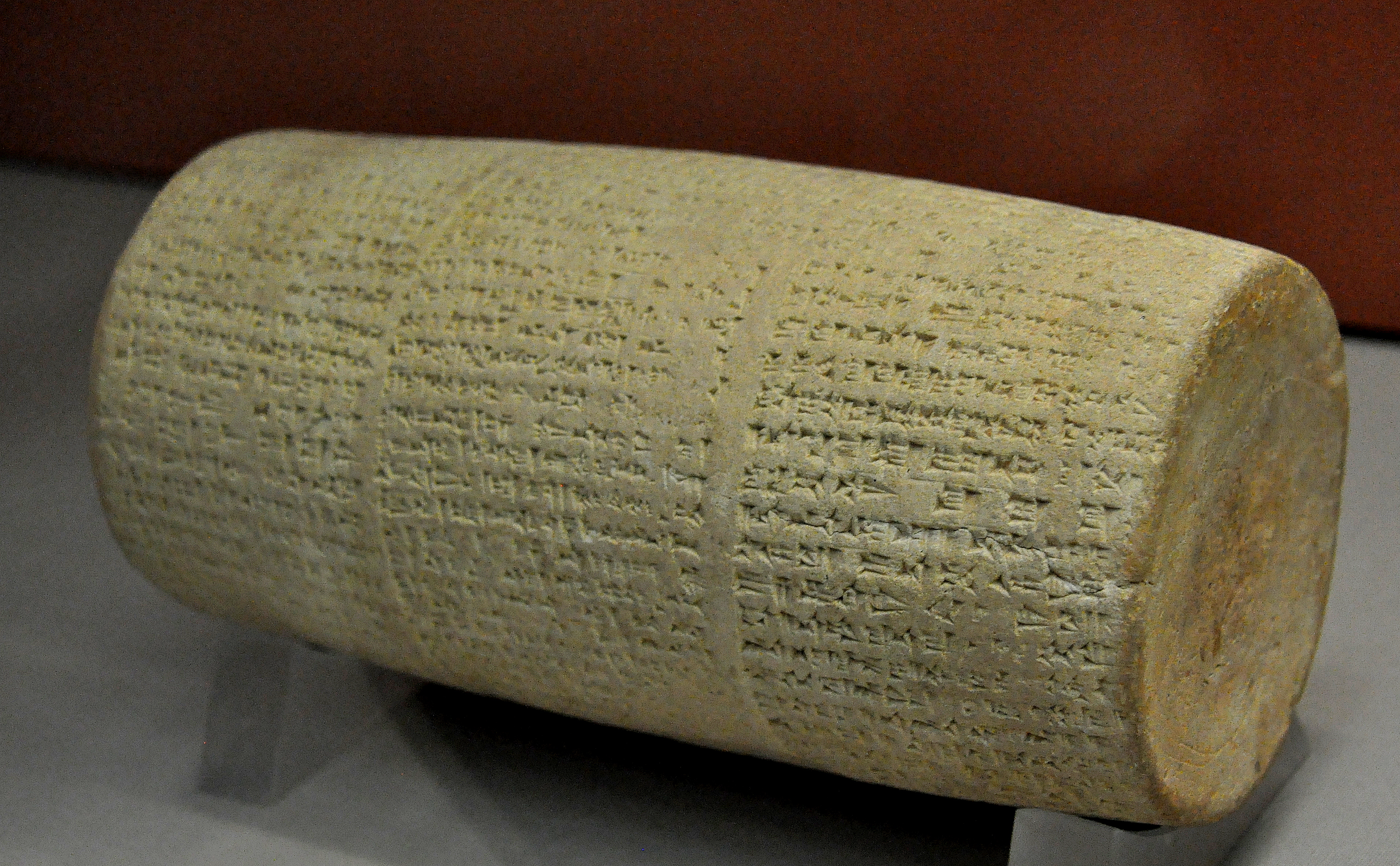
おそらくはラルサのシャマシュ神殿から出土したナボニドゥスの円筒形碑文。ラルサのシャマシュ神殿修復を含むナボニドゥスの建設事業について記されている。大英博物館

シッパル出土のナボニドゥスの円筒形碑文はそれ以前の時代の典型的な文書の写しを含み、かつ同じテーマを発展させている。より有名なものとしては、キュロスの円筒形碑文が同様の文書を含む。非常に長くて形式的な話である：怒った神が神殿を見捨てること、神と人民との和解、王に対し神殿の修復を命じたこと、王は信心深く日々の供え物を増やしたこと、などである。また、祈りの言葉も含まれている。

## シッパルの円筒形碑文の翻訳
シッパル出土のナボニドゥス円筒形碑文の翻訳は、ポール・アレン・ボーリューによって行われた。彼は「ナボニドゥス、バビロン王の治世　紀元前556年～539年」（"The Reign of Nabonidus, King of Babylon 556-539 B.C."）の著者である。
[i.1-7]　私、ナボニドゥスは偉大な王、強い王、宇宙の王、バビロンの王にしてあまねく四方を治める王。エサギラ神殿とエジダ神殿の管理者。（月神）シンと（月の女神）ニンガルは母の胎内にいる子に対し、王となる運命を彼の定めとした。ナブー・バラッシ・イクビの息子。賢明な王子。偉大な神の崇拝者である私。
[i.8-ii.25]　ハランにあるシンの神殿エフルフル、そこはいにしえの偉大な神シンの時代に、そこを住居と定めた　－　彼の偉大な心は街と神殿に対して怒りに燃え、彼はメディアを盛んにし、（訳者補足：メディアにハランを攻めさせることで）神殿を破壊し、廃墟へと変えた。私の正統な治世において、神、偉大な王が、私の王権への愛ゆえに街及び神殿と和解し、哀れみを示してくださった。
私の永遠の治世の初まりにおいて、私は夢を見た。偉大なる神マルドゥクと、天国と地獄を司る月神シンが共に立っていた。マルドゥクは私に語った。「ナボニドゥス、バビロンの王よ、お前の馬にレンガを積んで運べ。エフルフル神殿を再建し、シン、偉大なる神を興せ。そして神殿の中に彼の居所を建てるのだ。」
うやうやしく私はエンリルの神、マルドゥクへ話しかけた。「あなたが私に再建を命じたその神殿は、メディア人が包囲しており、その力は強大です。」
だがマルドゥクは私に語った。「お前が言うメディア人なる者は、彼も、その国も、その王たちもやがて滅ぶであろう」
治世第３年の初め（紀元前553年夏）、神はアンシャンの王キュロスを興した。彼は小さな軍隊で強大なメディアの大軍を蹴散らした。彼はメディア王アステュアゲスを捕らえ、捕虜として自分の国へ連れて行った。偉大なる神マルドゥクと、天国と地獄を司る月神シンの言葉はこのようであり、彼らの命令は取り消されることはない。私は彼らの威厳に満ちた命令を恐れた。私は不安になった。心配で、私の表情には不安が浮かぶようになった。私は怠慢ではないし、投げやりでもないし、軽率でもなかった。
月神シン、私の主、私と共に歩んで下さる方のエフルフル神殿の再建のために　－　その神殿はハランにあり、エサルハドンの息子にしてアッシリアの王であるアッシュールバニパル、私に連なる王子が再建した神殿である　－　私は上の海（注：地中海のこと）の近くにあるエジプトとの境にあるガザからユーフラテス川の別の側にある下の海（注：ペルシア湾のこと）にいたるまでの地域から、私は大軍をかき集めた。王たち、王子たち、知事たちと私の大軍を。それらは月神シン、シャマシュ、イシュタル －私の主－ が私に託してくださったものである。シャマシュやアダドが占いにより教えてくれた日、そしてエアとAsalluhi（神）の知恵により教えてくれた日が最適で縁起が良い日取りということで、私はその日を選んだ。土台とレンガ工事を司るKulla神に従って行われた悪魔払いの祈とう師の業をもって、アッシュールバニパル　－　彼はアッシュル・ナツィルパル（２世）の息子、シャルマナサル（３世）の基礎を見つけた者でもある　－　が据えた基礎の上に銀と金のビーズ、えり抜きの宝石、樹脂に富む木材、よく香るハーブ、杉の木材を並べ、喜びと歓喜に沸く中、祈とう師はその上で祈とうした。私は基礎を清め、その上にレンガを置いた。
私はモルタルにビール、ワイン、油、蜂蜜を混ぜ、穴掘りの斜面にそれを塗り、聖別した。私の父祖である王たちがした以上に　私はその建物を強化し、完成させた。神殿の基礎から欄干に至るまで、私は再建して完成させた。私はレバノン産出の大杉により作られた梁を神殿の上に設置した。すがすがしい香りを放つ杉の扉を門に備え付けた。私は壁を金と銀で覆い、太陽のように輝かせた。私は礼拝堂の中に、どう猛に私の敵を襲う、輝く銀の合金でできた野牛を置いた。”日の出の門”には銀箔で覆った２体の「長髪の勇士」像を据え付けた。彼らは敵をうち破る者たちである。1体を門の左側へ、もう1体は門の右側へ置いた。私は私の主であるシン、ニンガル、ヌスク、Sadarnunnaを私の首都バビロンから列をなして導き入れた。歓喜のうちに私は彼らを快適な住居に、神殿の中央に安置させた。私は彼らの前に、神を賛美するための聖なる犠牲を捧げ、エフルフル神殿に最上の製品を捧げた。私はハランの全てを、月光のように輝く街にした。
[ii.26-43a]　シンよ、天国と冥界の神々の王よ、あなたなくしてどの街もどの国も築かれることはなく、修復されることもありません。あなたが全能の象徴であるエフルフル神殿へ入るとき、この街と神殿に対する良いお言葉があなたの唇にありますように。天国と冥界に住む神々が絶えず父にして創造者であるシンの神殿を賞賛しますように。私ナボニドゥス、バビロンの王、神殿を完全に修復した者については、天国と冥界の神々の王シンよ、喜びのうちに好意のまなざしを注いでください。そして毎月、月の昇るときと沈むとき、私に対する兆しを好ましいものにしてください。私の日々を、治世を長くしてください。私の治世を確かなものにしてください。私の敵を征服してください。私の敵を滅ぼしてください。私の敵を破壊してください。ニンガル、偉大な神々の母よ、あなたの最愛のシンの前に、私のために好意をもって語ってください。シャマシュ、イシュタル　－　シンの子どもたちよ、好意をもって私を父にして創造主であるシンに推薦してください。ヌスクよ、恐れ多い神よ、私の祈りを聞き、私のためにとりなしてください。
[ii.43b-46]　アッシリアの王アッシュールバニパルの名により書かれた碑文を私は見つけた。私はその内容を変えなかった。私は油でそれを清め、犠牲を捧げ、私の碑文と共に、元の場所に戻した。
[ii.47-iii.7]　天国と冥界の審判シャマシュには、シッパルにある彼の神殿、Ebabbar神殿（「輝く家」を意味する）がある。かつての王、ネブカドネザルが再建した。彼はかつての神殿の基礎を探したが見つけることができなかった。彼は神殿を再建した。45年後、その壁は崩れてきていた。私は悩み、恐れ、心配した。私の顔には不安が浮かぶようになった。
私がシャマシュをその神殿の中から外に出し、彼を別の聖所に安置するために連れていく一方で、私は残骸を撤去し、かつての神殿の基礎を探した。私は地面の下を１８キュービットの深さまで掘り進めた。すると偉大なる主、シャマシュが私にEbabbar神殿の当初の基礎を発見させてくれた。それはシャマシュが好んだ住処である神殿である。発見された遺構は、サルゴンの息子、ナラム・シンによるものである。3200年に渡り、私の祖先のいずれの王も発見しなかったものである。
銀と金、上等の宝石、樹脂に富む木材、よく香るハーブと杉の木材を並べた上で占い、それによりシャマシュとアダドが私にふさわしい日取りを示した。タシュリトウの月の縁起の良い日に、喜びと歓喜に沸く中、サルゴンの息子ナラム・シンの遺構の上で、私は指の幅ぴったりにレンガを並べた。5000もの杉の大きな木材を、その屋根葺きのために用いた。その門に、杉を用いた大きな扉、敷居と軸を備え付けた。Ebabbar神殿とE-kun-ankuga神殿（「天国への清い階段」の意味）及びそのジッグラトを私は再建した。私は喜びのうちに列をなして主、シャマシュを導き、彼を、彼の好む住処に安置した。
[iii.8-10]　サルゴンの息子ナラム・シンの名により書かれた碑文を私は見つけた。私はその内容を変えなかった。私は油でそれを清め、犠牲を捧げ、私の碑文と共に、元の場所に戻した。
[iii.11-21]　おおシャマシュよ、天国と冥界の偉大な主にして神々の光　－　あなたの父、シンとニンガルの子よ。あなたが愛するEbabbar神殿に入るとき、あなたが永遠の高座に座るとき、喜びのうちに私を見てください、このナボニドゥスを。バビロンの王にしてあなたを世話する王子を。私はあなたを喜ばせ、あなたの威厳ある礼拝所を築きました。私の善い行いのゆえに、毎日の日の出と日没時において、そして天上と地上において示される私への前兆を好ましいものにしてください。私の嘆願を受け入れ　私の祈りを受け取ってください。私の手にある笏（しゃく）と王杖により、私は永遠に統治できますように。
[iii.22-38]　戦いの女神アヌニトゥ。弓と矢筒を持ち、彼女の父エンリルの命令を遂行し、敵をせん滅させ、邪悪な者を滅ぼし、他の神々に先駆け、日の出と日没においては私の凶兆を好ましい者に変える女神。私は彼女のために、彼女のEulmaš神殿の古い遺構を発掘し、調査した。その神殿は800年も前から、クドゥル・エンリルの息子、バビロンの王シャガラクティ・シュリアシュの時代からそれはシッパル・アヌニトゥにあった。私はクドゥル・エンリルの子、シャガラクティ・シュリアシュの遺構の基礎を清め、レンガ工事を行った。私は神殿を再建し、完成させた。戦いの女神アヌニトゥ。彼女の父エンリルの命令を遂行し、敵をせん滅させ、邪悪な者を滅ぼし、他の神々に先駆ける女神。私は彼女のために住居を建てた。定められた捧げ物の他に、私は従来のものに加えるよう定めたそのほかの捧げ物（を捧げた）。
[iii.38-42]　おおアヌニトゥ、偉大なる女神よ。あなたが喜びのうちに神殿に入るとき、私の善い行いを好ましく思い、そして毎月、日の出と日没のとき、私のために、シンに嘆願してください。あなたの父、あなたをもうけた神へ。
[iii.43-51]　、シンとシャマシュが王位に就けるであろう者よ。あなたが誰であれ、その治世において神殿が荒廃したときに再建する者よ。どうか私の名による碑文を見つけ、それを変えないでほしい。どうか彼がそれを油で清め、犠牲を捧げ、彼の名による碑文と共に元の場所へ戻しますように。シャマシュとアヌニトゥが彼の嘆願を聞き、彼の発言を受け入れ、彼と共に歩み、彼の敵を殲滅させ、日々、父にして創造者である、シンへ彼のために取りなしてくださるように。

## ナボニドゥスの詩
以下はナボニドゥスの詩として知られる文書である。これはもしかしたら、キュロス大王の治世に書かれたものかもしれない。ウィリアム・オルブライトはこれを「キュロスの賞賛文」と呼んだ。
以下の翻訳のオリジナルはＡ．レオ・オッペンハイム（シカゴ大学の古代メソポタミア歴史学者）によるものである。ジェームズ．Ｂ．プリチャード（ペンシルヴェニア大学の考古学者）が1950年に出した「旧約聖書関連の古代近東文書」に掲載されたものから引用する。

（ナボニドゥスについて）　彼は法と命令を公布しなかった。彼は人々を貧困で息絶えさせ、貴族たちを戦争で殺し、商人たちの道をふさいだ。農民のためには　［判読不能］　を不足させた。［原文欠落］　～が無い。収穫者はもはやalaluの歌を歌わない。彼はもはや、作付けできる領土を守らない。　［原文欠落］　彼は人々の資産を取り上げ、彼らの所有物を霧散させ、　［原文欠落］　彼は完全に破壊し、彼らの遺体は暗い場所に取り残されて腐っていく。人々の顔には敵意が浮かび、彼らは広い通りを行進することはなく、幸せを見ることはもはやない。　［原文欠落］　～は不愉快であり、彼らは決心を固めた。
ナボニドゥスについて、彼の守護神は、彼に敵意を抱くようになった。彼は、かつては神に気に入られていたが、今や不幸に見舞われている。神の意志に逆らい、彼は不浄なことをした。無価値なことを思いついたのである。彼は、この国では誰も見たことの無い神の偶像を造った。彼はそれを神殿に持ち込み、基礎に据え付けた。彼はそれを月の名で呼んだ。それはラピスラズリのネックレスで飾り付けられ、宝石をちりばめた冠（ティアラ）を載せ、その姿はさながら月食時の月のようであり、その手の姿はLugal　［判読不能］　神の手のようであった。その頭の髪は台座まで届き、その像の前には嵐の竜と野牛が置かれた。ナボニドゥスがそれを拝むとき、その姿はティアラをかぶった悪魔のようになり、彼の顔は敵意に満ちたものになった　［原文欠落］　。彼の姿はEamummuですら作ることができず、博学なAdapaですら彼の名を知らない。
ナボニドゥスは言った。「私は彼のために神殿を作ろう。私は彼の聖なる台座を造り、彼のためのレンガをつくり、その基礎を強固な者にし、Ekur神殿とそっくりな神殿をつくろう。やがて来る全ての日々のために、私はそれをエフルフルの名で呼ぼう。私が計画した全てのことを遂行したあかつきには、私は彼の手を引き、彼をその台座に座らせよう。私がこれを達成するまで、私が熱望する物を手にするまでは、全ての祭りを取りやめる。新年祭ですら中止するのだ！」　そしてナボニドゥスはレンガをつくり、神殿の輪郭を設計し、基礎を広げ、その神殿の頂を高くした。石膏と瀝青でできた装飾で壁を飾り、神殿の正面を輝かしいものにした。また、Esagila神殿のように、神殿を守護するためにどう猛な野牛を正面に置いた。
彼は彼が熱望したものを手にすると　－　汚らわしく、欺瞞に満ち、忌み嫌われるこの建物を建てた後、治世第３年目が始まる頃に、彼は自分の指揮下にある軍（？）を、自分の長男、最初に生まれた子に任せた。彼は全てを投げ出し、王権を息子に任せると、彼自身は長い旅に出た。アッカドの軍は彼と共に行動し、彼ははるか西のタイマへ向かった。彼は遠い地方へと続く道をたどり、遠征を始めた。彼がそこへたどり着いたとき、彼はタイマの王子を戦いによって殺し、街で暮らす住民及びその周辺地域の住民を虐殺した。そして彼自身はタイマに住み、アッカド軍もそこに駐在した。彼は街を美しくし、そこにバビロンのような宮殿を建てた。彼はまた、街の防衛のために壁を築き、街を守衛で囲んだ。住民たちは困惑するようになった。彼はレンガ仕事を住民に課した。困難な仕事を通して、彼らは　［原文欠落］　彼は住民たちを殺した。その中には女性と子どもたちも含まれる。彼が街の繁栄を終わらせた。彼が　［原文欠落］　〜の中に見つけた大麦　［原文欠落］　。彼の疲れた軍隊は　［原文欠落］　キュロスのhazanuの役人は・・・

［文章の約3分の1が失われている。欠落部分では、「筆」や「王は狂っている」などのような単語が識別できる。続きの文章の中では、ペルシアの役人がナボニドゥスの無能ぶりへ侮辱的な批判をしていることや、戦争が起こり、ナボニドゥスが幻覚を見るようになり、実際には勝利していないにもかかわらずキュロスへの勝利を豪語したこと、そして結局、敗れたことなどが記されていると思われる。そして文章は、信心深いキュロスと冒とく的な嘘つきナボニドゥスの比較へと続いていく。］

・・・王の王への賞賛、キュロスが征服していない国々の名前を彼はこの石碑に書いた。一方でキュロスは世界の王であり、その勝利は真実で、全ての国々の王がそのくびきを負う。ナボニドゥスは彼の石版にこう書いた。「私は彼を足下にひざまずかせた。私は単独で彼の国々を征服し、彼の所有物を私の住居へと運んだ。」
かつて集まりの中で立ち上がり、自らを賞賛したのは彼である。彼はこう言った。「私は賢い。私は隠されたものを見ることができる。筆でどのように書くかは知らなくとも、私は秘密の事柄を見ることができる。神Ilte'riは私に視野をくださり、私に全てを見せてくれる。私にはAdapaが授けた洞察を超越する知恵がある！」
彼は儀式を混乱させ続け、犠牲の神託を混乱させた。最も重要な儀式のしきたりについて、彼は中止を命じた。エサギラ神殿の聖なる彫像　－　Eamumma（訳者注：神？）自身がつくった彫像である　－　彼はその彫像を見ると、冒とく的な言葉を投げつけた。
彼がエサギラ神殿のusar-symbolを見たとき、彼は（侮辱的な？）仕草をした。彼は宗教学者を集め、彼らに以下のように解説した。「これは誰のために神殿が建設されたかを示す所有権のしるしではないか？　もしこれが真に神ベルに属するのなら、鋤によって印がつけられているはずだ。それ故に、月（月神）ご自身は、既に彼ご自身の神殿にusar-symbolをつけたのだ！」
そして王の秘書として王の前に身をかがめたゼリヤ、šatammu（訳者補足：ナボニドゥスの家臣？）及び簿記係として王の近くに使えていたリムトは、王の言葉を支持して、王の言葉を確かなものにした。彼らは誓いを示すために、彼らの頭を剃ってさえいた。「我々だけがこの状況を理解している。王が説明したのだ！」
ニサンヌの月、11日目、神がその座席に着くまで　［原文欠落］
　［原文欠落］　バビロンの住民のためにキュロスは平和を宣言した。彼は軍を神の山（Ekur）から遠ざけた。キュロスは斧で巨牛を屠った。彼は多くの羊（aslu-sheepの暫定訳）を屠った。そして彼は、香炉に香を焚いた。彼は王の王（補足：神）への定められた供え物を増すように命じた。彼は常に地に伏して神に祈った。正しく振る舞うことは、彼にとって大切なことである。
バビロンの街を修復するために、彼はあることを思いついた。彼自ら鍬と鋤、水桶を取り、バビロンの城壁を築き始めたのである。ネブカドネザルの当初の計画は、住民の抵抗により葬り去られた。キュロスが城壁、Imgur-Enlil-wallを築いたのである。
バビロンの神像たちは、男神であると女神でるとを問わず、キュロスはそれらをもとの内陣（神体安置所）に戻した。礼拝所を放棄した神々を、キュロスはその住居に戻した。神々の憤怒をなだめ、神々の心を落ち着け、低められていたその力は、キュロスが取り戻した。彼は、神々の食事を規則正しく捧げたからである。
ナボニドゥスの行いは、キュロスが削除した。ナボニドゥスが建設したもの、ナボニドゥスの定めによる全ての聖域はキュロスが根こそぎ破壊・撤去した。燃えた建物の灰は、風が運び去った。
ナボニドゥスの絵はキュロスが削除した。あらゆる聖所から、彼の名による碑文は、消し去った。ナボニドゥスが造った物は何であれ、キュロスは火にくべてしまった！
バビロンの住民には今や、喜びが与えられた。牢獄の扉が開け放たれたとき、彼らはまるで囚人のようだった。圧政に囲まれていた者たちに、自由が再建された。全ての者は、彼を王として仰ぎ見ることを喜んだ。

## 文学
- Paul-Alain Beaulieu, The Reign of Nabonidus, King of Babylon 556-539 B.C. (1989年)